# Ike Altgens
James William "Ike" Altgens (28 de abril de 1919-12 de diciembre de 1995) fue un fotógrafo estadounidense que trabajó para Associated Press. Radicado en Dallas (Texas), en 1963 Altgens tomó la que sería la fotografía más controvertida del caso JFK, una imagen que sería investigada durante dos años y centraría un encendido debate en torno a la acusación ejercida contra Lee Harvey Oswald, visible entre la multitud reunida en la Dealey Plaza en el momento en que se sacó la fotografía.
Altgens colaboró durante más de 40 años con la AP, antes de dedicarse a la fotografía publicitaria como paso previo a su retiro. Tanto Altgens como su mujer tenían más de setenta años cuando murieron, prácticamente a la vez, en su domicilio de Dallas.

## Infancia y formación
Ike Altgens había quedado huérfano a una muy temprana edad y se había criado en casa de una tía. En 1938, poco después de su graduación en el  , fue contratado por Associated Press. El joven Altgens, con 19 años de edad, inició su carrera haciendo chapucillas y escribiendo esporádicamente la columna de deportes; hasta que en 1940 demostró su aptitud para la fotografía y le fue asignado un puesto en el sector de documentación.
Su carrera tuvo un breve parón mientras sirvió en la guarda costera del ejército de los EE. UU. durante la 2.ª Guerra Mundial. De todos modos, en esa temporada aún tuvo energía para alumbrar un programa de radio. A su regreso a Dallas, se casó con Clara B. HAlliburton en julio de 1944, y volvió a su trabajo en la AP al cabo de un año. Paralelamente ampliaba sus estudios en los cursos nocturnos de la Southern Methodist University, logrando la licenciatura en Bellas Artes.
Hacia 1959, Altgens había tenido cierto éxito como actor y modelo en televisión y prensa. Actuó como el Secretario de Estado de los EE. UU. en una película de bajo presupuesto titulada "Beyond the Time Barrier" (lit., "Más allá de la barrera del tiempo"), y una línea de su papel cerraba la película:"That's a lot to think about!".

## El asesinato de JFK
Altgens llevaba ya 26 años trabajando para la AP cuando el 22 de noviembre de 1963 recibió el encargo de cubrir el trayecto presidencial desde el Love Field de Dallas hasta el Trade Mart, donde John F. Kennedy iba a pronunciar un discurso. Ese día operaba como editor, con que Altgens solicitó permiso para sacar sus fotografías desde el cruce ferroviario conocido en la localidad como "el triple overpass", en la intersección de las calles Elm, Main y Commerce. Como no había material preparado, Altgens se llevó su propio equipo, una réflex Nikkorex-F de 35 mm con una sola lente y un teleobjetivo de 105 mm, en lugar de la cámara automática que se usaba normalmente para ese tipo de fotografía documental. A propósito de su apresurada salida, comentaría más tarde que "eso quería decir que con lo que llevaba, tenía que estar seguro de que iba a salir bien, porque no habría tiempo para una segunda oportunidad".
Altgens afirmó ante la Comisión Warren que los oficiales de uniforme le denegaron el permiso para traspasar la barrera policial, así que se situó en la misma Dealey Plaza. Aunque sacó siete fotografías, Altgens sólo explicó a los investigadores de la Comisión las tres fotografías que fueron publicadas. La primera de ellas la tomó cuando la limusina presidencial giró desde Main Street hacia Houston Street. Altgens atravesó a la carrera una pequeña extensión de hierba y se dirigió hacia la curva sur de Elm Street, deteniéndose bajo la columnata de la parte norte de la plaza. Al disparar la primera fotografía desde esa posición, oyó "un sonido seco" que creyó "petardos". Kennedy acababa de reaccionar, llevándose las manos al cuello, mientras a su lado su esposa Jackie le sostenía el brazo.
Justo cuando Altgens se disponía a sacar una segunda fotografía, oyó una detonación que le pareció de un arma de fuego, y vio al Presidente alcanzado en la cabeza. "Ya había enfocado, y tenía mi mano sobre el disparador, pero cuando la cabeza de JFK explotó, enviando fragmentos en mi dirección, me quedé virtualmente paralizado", dijo Altgens posteriormente al escritor Richard B. Trask. "Fue un shock tal para mí, que ni apreté el botón de la cámara". 
"Tener delante a un presidente muerto a tiros" -continuaba Altgens- "y mantener la sangre fría para hacer lo que se supone que tienes que hacer...no estoy realmente seguro de qué sería capaz de hacer ni el fotógrafo más experimentado". De cualquier modo, afirmó, "no hay excusa para eso. Debería haber hecho la fotografía por la que me habían enviado allí. Y no la hice."
Segundos después, Altgens se había recuperado lo suficiente como para sacar una última foto de la limusina, en la que se observa a la primera dama sobre el maletero de la limusina, y al agente especial Clint Hill trepando tras ella; el chófer del vehículo aceleraba hacia el hospital Parkland Memorial. Hill diría a la Comisión que la señora Kennedy "parecía estar intentando alcanzar algo desprendido desde el parachoques lateral" de la limusina; posteriormente ella misma admitiría que se trataba de pedazos del cráneo de su marido. El testimonio de Jackie Kennedy sugirió que ella también había visto la fotografía de Altgens, (o la misma imagen en la película de Zapruder), pues afirmó que se había visto "trepando a la parte trasera. Aunque no lo recuerdo en absoluto".
Altgens testificó que siguió a los agentes y al público hacia el "Grassy Knoll", en la parte norte de la Elm Street. "Quería acercarme y sacar una foto del chico; si es que tenían a alguien detenido". Cuando les vio regresar sin sospechoso, Altgens corrió a una cabina telefónica para informar del tiroteo, y se apresuró a regresar a las oficinas de AP en el edificio de noticias de Dallas en Houston Street para archivar su informe y revelar la película. Su primera llamada telefónica desde el taller de AP a la agencia de noticias, se convirtió en uno de los primeros informes sobre el atentado:

"Dallas, 22 de noviembre (AP)— Hoy han disparado al presidente Kennedy cuando la comitiva salía del centro de Dallas. 
La señora Kennedy saltó sobre Kennedy y le agarró. 
Gritó "¡Oh, no!". La comitiva aceleró."

### Polémica fotografía
De las tres fotos de Altgens publicadas por AP fue la primera, disparada en Elm Street, la que fue objeto de mayor observación: Tomada de frente y a la izquierda del coche, podía verse a Kennedy con los brazos en jarras y las manos cerca de la garganta, aparentemente en reacción al disparo de su asesino. Los agentes del servicio secreto que iban en el siguiente coche de la comitiva reaccionaron automáticamente al oír el ruido, y se observa que al menos tres de ellos están mirando directamente al presidente, uno de ellos observa aún a los curiosos reunidos al norte de Elm Street y otros dos atienden al edificio del Depósito de libros situado a su derecha.
Se puede ver a varias personas de pie en la entrada principal al Depósito, uno de ellos tiene un asombroso parecido con Oswald. Su presencia allí resultaba imposible según la investigación oficial, que le situaba en la sexta planta del edificio en el instante preciso de los disparos, disparos que por otra parte él realizaba con un rifle Mannlicher-Carcano. La Comisión Warren prestó una extraordinaria atención a la fotografía, así como hicieron numerosos investigadores privados: Si ese hombre no era Oswald, no probaba ni desmentía la teoría de que era el asesino; pero si ese hombre era efectivamente Oswald, entonces ésta era la prueba fotográfica de que él no había matado a Kennedy.
Un empleado del Depósito, Bolly Lovelady, se identificó a sí mismo de pie en la fotografía, y otros empleados próximos así lo confirmaron, aunque uno de los supervisores firmó en una declaración jurada que Lovelady había estado "sentado en los escalones de entrada". De cualquier modo, la comisión decidió que Oswald no había estado en la entrada, una teoría que se vio reforzada años más tarde gracias a las fotografías realizadas por un investigador particular en las que aparecía Lovelady vistiendo una camisa que, según él, era la misma que la que llevaba aquel día. Dichas imágenes parecían coincidir con la célebre foto de Altgen, aunque Oswald había sido fotografiado con una camisa similar en la comisaría de policía de Dallas. En las notas reunidas por el capitán de policía durante el interrogatorio llevado a cabo varios días después, Oswald afirmaba haber estado fuera en el momento de los disparos, almorzando con su supervisor. En 1979, el Comité sobre asesinatos volvió a identificar a Lovelady tras el estudio detallado de una versión ampliada de la fotografía de Altgens y el análisis de varias películas grabadas por testigos. Por si esa investigación no resultase bastante concluyente, está también el célebre rollo de película en el que Oswald aparece bajo escolta por los pasillos de la comisaría de policía de Dallas, y en el que interrogado acerca de su presencia en "el edificio" (el Depósito) en el momento del disparo, el mismo Oswald contestó:"Trabajo en ese edificio. Es lo natural, si trabajo en ese edificio, sí señor".
Diez años más tarde, el periodista texano Jim Marrs escribió: "La mayoría de los investigadores de hoy en día están más predispuestos a afirmar que ese hombre pudo haber sido Lovelady".

## Vejez y fallecimiento
Aunque había recibido ofertas para trabajar en algún otro departamento, Altgens decidió retirarse de la AP en 1979, después de más de 40 años de colaboración. Pasó sus últimos años trabajando en publicidad para la Ford, y atendiendo a las numerosas solicitudes de investigadores sobre el magnicidio. Siempre le definieron como un hombre "educado y afable". Pese a las continuas llamadas telefónicas y constantes cartas, nadie logró convencerle jamás de que las conclusiones de la Comisión Warren -es decir, que el asesinato había sido cometido por Oswald en solitario- pudieran estar equivocadas. "Hasta que esa gente no encuentre una base sólida para sus reclamaciones" -comentó en una ocasión a Trask- "no veo ningún sentido en perder mi tiempo con ellos". De cualquier modo, admitió que siempre habría "alguna controversia sobre los detalles relativos al lugar y la muerte del Presidente".
La película JFK: Caso abierto (1991), de Oliver Stone, reavivó esa controversia al reconstruir los hechos de Dealey Plaza usando una multitud de actores para representar a víctima y testigos. Altgens fue interpretado por el actor del área de Dallas John Depew.
En 1995, la salud de los Altgens empeoraba rápidamente; su sobrino, el abogado Ron Grant comentó al "Houston Chronicle" que su tía Clara "había estado muy enferma durante algún tiempo, con problemas cardíacos y otras molestias. Ambos habían pasado la gripe hacía poco". El 12 de diciembre, Ike y Clara Altgens fueron hallados muertos en habitaciones separadas de su casa de Dallas. Además de por su frágil estado de salud, la policía descubrió que sus muertes pudieron deberse a un caso de envenenamiento por dióxido de carbono, procedente de una caldera en malas condiciones. "Con la desaparición del sr. Altgens" -escribió el investigador Brad Parker- "no sólo la historia pierde a un testigo, sino que muchos de nosotros perdemos a un amigo".